# Frontz Antal
Antal Frontz (n. 1889 – d. 18 noiembrie 1928, Budapesta, Regatul Ungariei) a fost un fotbalist, atacant și antrenor, campion al Ungariei și României. Numele lui vine sub mai multe forme. Numele său de familie apare și sub forma Fronz, Franz. În loc de Antal, el și-a folosit adesea porecla Dömé.

## Carieră

### Ca jucător
Primele cluburi la care a jucat au fost Înfrățirea Budapesta și Năzuința Budapesta după care a devenit membru al echipei MTK cu care a câștigat campionatul în sezonul 1907-08. A jucat în 11 meciuri.

### Ca antrenor
A antrenat in Ungaria cluburile BSE, VAC și Vasas, apoi MTK Bratislava din Slovacia. O antrenează pe Haggibor Cluj după care revine în Ungaria la Vasas.
Din 1922 până în 1925, a fost antrenorul principal al MTK Budapesta. La echipa care a câștigat zece titluri de ligă în serie a contribuit la ultimele trei titluri de ligă ca antrenor. În 1923 și 1925 a câștigat și Cupa Ungariei cu echipa. Până în 1927, a lucrat la Chinezul din Timișoara cu care a câștigat titlul. 
În sezonul 1927–28, a fost antrenorul principal al Bocskai FC. A demisionat de la echipa din Debrecen pe 2 aprilie 1928. A plănuit să continue să lucreze la Veszprém, dar a suferit un accident vascular cerebral pe 12 octombrie și a murit pe 18 noiembrie la Spitalul Sfântul Ștefan din Ferencváros la doar 38 de ani.

## Palmares
Campionatul Ungariei
- Campion: 1922–23, 1923–24, 1922–25

Cupa Ungariei
- Câștigător: 1923, 1925

Liga I
- Campion: 1926-27